# Toluglossum
× Toluglossum (abreviado Tgl) es un híbrido intergenérico entre los géneros de orquídeas Odontoglossum ×  Tolumnia.  Fue publicado en Sander's List Orchid Hybrids Addendum 2002-2004: lxiv (2005).